# Ksenija Predikaka
Ksenija Predikaka (ur. 11 marca 1970 w Lublanie) – słoweńska lekkoatletka, specjalizująca się w skoku w dal i trójskoku.

## Kariera
W 1991 została mistrzynią Jugosławii w trójskoku z wynikiem 12,31 m i halową mistrzynią tego kraju w tej samej konkurencji z wynikiem 12,64 m. W 1992 została mistrzynią Słowenii w skoku w dal z wynikiem 6,40 m oraz w trójskoku z wynikiem 13,13 m oraz halową mistrzynią kraju w skoku w dal z wynikiem 6,13 m i trójskoku z wynikiem 12,73 m. W 1993 została srebrną medalistką igrzysk śródziemnomorskich w skoku w dal z wynikiem 6,51 m. Wywalczyła również halowe mistrzostwo kraju w skoku w dal z wynikiem 6,12 m i trójskoku z wynikiem 13,32 m. W 1995 została mistrzynią kraju w skoku w dal z wynikiem 6,40 m i halową mistrzynią kraju w tej samej konkurencji z wynikiem 6,49 m. W 1996 ponownie została mistrzynią kraju w skoku w dal, tym razem uzyskując 6,56 m. W tym samym roku wystartowała również na igrzyskach olimpijskich, na których zajęła 21. miejsce w eliminacjach skoku w dal z wynikiem 6,37 m, a także ustanowiła rekord kraju w tej konkurencji, skacząc 6,64 m. Rekord przetrwał 12 lat i został pobity w czerwcu 2008 przez Ninę Kolarič, która uzyskała wynik 6,78 m. W 1997 ponownie została mistrzynią kraju w skoku w dal z wynikiem 6,38 m. Wystąpiła również na igrzyskach śródziemnomorskich w tej samej konkurencji i była 6. z wynikiem 6,06 m. Wzięła także udział w uniwersjadzie, na której uplasowała się na 10. pozycji w skoku w dal z wynikiem 6,00 m. W 1998 została mistrzynią kraju w skoku w dal z wynikiem 6,41 m oraz halową mistrzynią Słowenii w tej konkurencji z wynikiem 6,16 m. Reprezentantka Słowenii w zawodach pucharu Europy. W 2000 zakończyła karierę.
Czterokrotnie ustanawiała rekordy Słowenii w skoku w dal na stadionie:
- 6,40 (19 lipca 1992, Celje)[12]
- 6,41 (25 czerwca 1995, Lublana)[12]
- 6,49 (26 maja 1996, Lublana)[12]
- 6,64 (26 maja 1996, Lublana)[12] – wynik ten był rekordem kraju do 2008[12]

Trzykrotnie ustanawiała rekordy kraju w trójskoku na stadionie:
- 13,13 (18 lipca 1992, Celje)[13]
- 13,41 (30 czerwca 1993, Trydent)[13]
- 13,52 (29 maja 1994, Schwechat)[13] – wynik ten był rekordem kraju do 1995[13]

12 czerwca 1993 w Villach biegła na drugiej zmianie słoweńskiej sztafety 4 × 100 metrów, która ustanowiła wynikiem 46,42 rekord Słowenii w tej konkurencji (pobity rok później, już bez Predikaki w składzie).

## Życie prywatne
Jest żoną 9 lat młodszego od siebie Igora Cesara, starszego brata Boštjana, reprezentanta Słowenii w piłce nożnej.

## Rekordy życiowe
- skok w dal – 6,64 m (Lublana, 26 maja 1996)[17], rekord kraju do 2008[8] / 6,67w (Lizbona, 29 czerwca 1996)[17]
- skok w dal (hala) – 6,42 m (Wiedeń, 17 lutego 1996)[17]